# Bezděkov (Velká Bíteš)
Bezděkov (německy Enckenfurt, do roku 1931 Enkenfurt) je vesnice, místní část města Velké Bíteše. V roce 2009 zde žilo 66 obyvatel.

## Název
Název se vyvíjel od varianty Bezdyecow (1353), Wezdichow (1355), Engelfoirt (1740), Engelfurth (1744), Enkenfurt (1846), Bezděkov (1935). Místní jméno Enkenfurt odkazovalo na majitele panství hraběte Václava Adriána Enkenvoirta. Někdy byla první část jména sídla, Enken, zaměňována s německým apelativem Engel, které znamená anděl. Bezděkov znamenal ves lidí Bezděkových. Současný název je úředně schválený a používaný až od roku 1931.

## Geografie
Bezděkov leží 4 km západně od Velké Bíteše v těsné blízkosti dálnice D1. Na ni je napojen prostřednictvím silnice č. II/602, resp. silnice č. II/390. Bezdekov se rozkládá uprostřed svého katastrálního území. Dalšími sousedními vesnicemi jsou Záblatí, Jáchymov a Nové Sady při silnici č. II/602, na jihu pak Březka a na severovýchodě Vlkov.
Na severovýchodě od Bezděkova je les, kde teče Bítýška, Bílý potok. U potoka se nachází skála, které místní říkají podle pověsti Strašná skála. Potok vytváří východní hranice území obce.

## Historie
Dnešní název vsi je odvozen od zaniklého dvora Bezděkova. Tento vladycký statek prý v obci byl odedávna a sídlila na něm rodina téhož jména–vladykové z Bezděkova, se zvonem ve svém erbu. Roku 1355 První písemná zmínka o dvoře – zemanském statku, 1355 v níž je zaznamenán prodej pozemků Mikulášem z Bezděkova Jindřichovi z Louček. Roku 1371 – Jindřich z Bezděkova zavazuje polovinu dvorce jako pojistku věna své manželce Anne. V roce 1378 – Jan z Bezděkova prodává zdejší dvůr Václavovi a Janovi z Křenářova (Skřinářova).
Odedávna ve vsi býval dvůr, který vlastnila rodina Vladiků z Bezděkova. Roku 1466 byl dvůr Bezděkov prodán Mikulášem ze Zhoře Matěji z Březí. Vladíkové z Bezděkova byli v té době majiteli blízkých Otěchleb. V letech 1481–1504 je jako vlastník uváděn pan Jan z Bezděkova a Otěchleb. A po zániku Otěchleb, kde žil stejnojmenný zemanský rod, drželi vladycký dvůr v Bezděkově po dobu 100 let právě tito pánové z Otěchleb.
Po zániku sousední vesnice Otěchleby se vrátili na svůj bezděkovský dvůr. Po tomto období, kdy Bezděkovský dvůr vlastnila většinou nižší feudální šlechta (vladykové, zemané), přešel tento majetek do vlastnictví „rodů občanských“, převážně občanů bítešských a v roce 1506 se bezděkovský dvůr dostal do obvodu města Bíteše. V roce 1539 byl majitelem dvora Bezděkov Jan Ryšavý, který dvůr vyženil a patřil jemu a jeho rodině. Matěj, syn Jana Ryšavého v této rodině zůstal dvůr až do počátku třicetileté války třicetileté války (1618–1648), (roku 1604 – Pavel a Tobiáš Ryšaví, poslední držitelé) během níž dvůr zanikl a připadl vrchnosti.
V roce 1737 založil Václav Hadrián na místě dvora ves Enckenfurt. Původním názvem obce byl Enkenfurt, používán téměř 200 let. K jeho zrušení v roce 1931 vedlo jistě vlastenecké cítění tehdejších radních, mnohdy legionářů, s cílem nahradit název připomínající panství Habsburků (a německé šlechty vůbec) v zemích bývalého českého království. Teprve v roce 1737 založil na jejím místě majitel náměšťského panství, hrabě Václav Adrian z Enkenvoirtu, ves novou, nazvanou Enkenfurt. Byl to tentýž hrabě, který ve stejném roce započal výstavbu nákladného, barokního kamenného mostu přes řeku Oslavu v Náměšti, jenž nahradil původní most, stržený povodní v roce 1706. Nově založená ves s podlouhlou návsí, zvoničkou a rybníkem, se zemědělskými usedlostmi stavěnými postupně ve dvou řadách, zažívala velký rozmach.
Do roku 1805 chodily děti do školy ve Velké Bíteši a v témže roce byly tehdejším guberniem přiděleny do Osové Bítýšky, náhradou za vyčlenění Březí a jiných vesnic. V roce 1962 začal jezdit mezi Velkým Meziříčím a Velkou Bíteší autobus, a tak se děti vrátily do bítešské školy. Rodné domy držené téměř od založení, zde mají rodiny: Procházkova, Nováčkova, Veselých a Dufková.
Zemědělci „různých stavů“ tvořili ještě do nedávna nejpočetnější skupinu obyvatel. Zaznamenán byl také obchodník s dobytkem, stolař, cestář i trafikant a hostinec. V současné době má zemědělskou půdu pronajatou akciová společnost Agro a.s. Záblatí. V roce 1923 byl starostou obce dne 22. října zvolen František Pecina a byla založena kronika nazvaná „Pamětní kniha obce Enkenfurt“. Kronikářem byl zvolen rolník Augustin Malý z č. 3, který ji vzorně vedl až do roku 1938, nástupce se nenašel. Roku 1924 byl v Brně odlit nový zvon do kapličky. V roce 1928 – 17. 6. projíždel kolem obce prezident T. G. Masaryk srdečně zdraven občany, vůz pouze zpomalil, kroniku obce podepsal pan prezident dodatečně v Brně na ústředí starostenských sborů. V měsících srpnu a září byla provedena elektrizace obce. Roku 1929 byl založen sbor dobrovolných hasičů, Dobrovolní hasiči byly velice činní, pořádali bály a hráli ochotnické divadlo.
Starosta František Pecina, náčelník Vincenc Tomek, znovu byl obnoven hostinec v domě č.15. V roce 1930 bylo utvořeno „Družstvo svazu obcí“ pro lesní hospodaření, které v podstatě trvá dodnes (Níhov, Křoví, Březské, Vlkov, Enkenfurt, Osová Bítýška a Záblatí).
Roku 1931 proběhla rekonstrukce státní silnice v úseku Velká Bíteš – Ruda, položením asfaltu a o rok později proběhla stavba obecní silnice a vysázení třešňové aleje. Mezi lety 1939 a 1945 se v obci ukrývali dva partyzáni a místní občané podporovali jídlem a informacemi i partyzány v okolí Svaté hory. Blízká státní silnice byla svědkem mohutných transportů vojsk poražených německých okupantů a za nimi následující vítězné Rudé armády. Roku 1948 byl znovu umístěn a slavnostně vysvěcen zvon na kapličce (zvoničce). V letech 1955 až 1958 si obyvatelé Bezděkova postavili kulturní dům v akci „Z“ a bezprašné cesty. Roku 1960 bylo založeno JZD (předseda Miloš Malý), které se později sloučilo se Záblatím (za předsedy Antonína Rybníčka). Roku 1971 byly vybudovány bezprašné cesty (místní komunikace) Roku 1974 došlo k integraci obcí a obec byla přičleněna do Velké Bíteše. V roce 1975 byla zbudována kanalizace.
V roce 1989 se v obci vyměnilo veřejné osvětlení a vybudoval se veřejný vodovod. V roce 1996 byla obec napojena na skupinový vodovod a byly vráceny lesní parcely původním vlastníkům. Roku 1997 Petr Vondrák otevřel společnost na výrobu svíček a zpracování plastů. Roku 1998 byly pořízeny telefonní přípojky. V roce 1999 byly zalesněny 3 ha půdy, vyčištěn rybník a opravena hráz a kanalizace. Roku 2000 za pomoci Technických služeb města započalo odbahňování rybníka. V roce 2001 proběhla oprava skupinového přivaděče pitné vody z Mostišťské přehrady, oprava kapličky, pořízení výkonnější aparatury pro obecní rozhlas. V roce 2009 bylo dokončeno fotbalového hřiště. V roce 2010 proběhla obnova místních komunikací. V roce 2011 proběhlo rozšíření místního rozhlasu.
Z hlediska územní správy byl Bezděkov v letech 1869–1930 veden jako obec v okrese Velké Meziříčí, v roce 1950 v okrese okrese Velká Bíteš, v letech 1961–1980 jako obec v okrese Žďár nad Sázavou. Jako část Velké Bíteše je Bezděkov veden od 1. července 1980.

## Demografie
Vývoj počtu obyvatel Bezděkova:
| Rok                   | 1869 | 1880 | 1890 | 1900 | 1910 | 1921 | 1930 | 1950 | 1961 | 1970 | 1980 | 1991 | 2001 | 2009 |
| --------------------- | ---- | ---- | ---- | ---- | ---- | ---- | ---- | ---- | ---- | ---- | ---- | ---- | ---- | ---- |
| Počet obyvatel        | 145  | 155  | 145  | 142  | 125  | 106  | 115  | 96   | 82   | 84   | 66   | 54   | 58   | 66   |
| Rozdíl počtu obyvatel | –    | +10  | −10  | −3   | −17  | −19  | +9   | −19  | −14  | +2   | −16  | −12  | +4   | −8   |
|                       |      |      |      |      |      |      |      |      |      |      |      |      |      |      |
| Počet domů            | −    | 21   | –    | –    | –    | –    | –    | –    | –    | –    | –    | –    | –    | 55   |
| Rozdíl počtu domů     | −    | –    | –    | –    | –    | –    | –    | –    | –    | –    | –    | –    | –    | –    |